# 大坑東宣道小學
大坑東宣道小學（英語：Alliance Primary School, Tai Hang Tung），簡稱宣道、宣小、APSTHT，是一所位於石硤尾大坑東的男女子小學，由香港九龍塘基督教中華宣道會創辦，佔地約2410平方米。

## 校政管理
歷任校監
- 陳廖愛玲 女士[4]
- 方詠芝 女士

歷任校長
- 1965年至1984年：許成 先生
- 1984年至1995年：司徒梅 女士
- 1995年至2009年：周源楫 先生[4]
- 2009年至2012年：簡何似顏 女士
- 2012年至2021年：潘恩慈 女士
- 2021年至今：劉雪綸 女士

## 歷史[5]
香港九龍塘基督教中華宣道會最初先於九龍塘和上水創辦小學，當時並未有在石硤尾創校的想法。直到1953年發生石硤尾大火，位於木屋區附近的大坑東福音堂受到波及，被燒得面目全非。於是宣道會派出貝光道牧師向政府索償。後來在1956年，貝光道牧師從工務局得知，在大坑東棠蔭街有塊公地，可作興建教堂或學校之用。香港九龍塘基督教中華宣道會於1957年向政府申請用公地作創建學校用，同年獲批。獲批後，宣道會馬上開始籌備資金，1964年12月4日展開建校工程。
在1965年竣工後，校方把學校名稱命名為大坑東宣道小學，同年九月啟用，分為上、下午校。但由於校方發覺原校址地方不夠大，於是在2001年向政府申請多一塊地。最後獲批在棠蔭街13號的一塊地。獲批後，該校決定將四至六年級搬至新校舍，而一至三年級則留在位於棠蔭街23號的原校舍。及至2006年，該校和寶安商會學校的校舍合併。之後將上下午校合併，並改為全日制上課。

## 班級結構
1965年至1989年間，大坑東宣道小學上下午校各有二十四班，包括一年級十二班、二年級四班、三年級三班、四年級和五年級兩班，而六年級則只有一班。到了1990年至今，該校上下午校各有二十四班，一至六年級分別各有四班。四至六年級設有精英班。

## 著名/傑出校友
- 束健銘[7]：大律師、平機會前總主席以及該校現任校監
- 譚國僑：社會工作者、深水埗區區議員
- 楊偉國[8]：現任香港大學醫學院矯形及創傷外科學系教授、 OrthoSmart Limited創辨人兼任公司行政總裁
- 蕭俊銘：香港足球運動員，曾效力港超球會夢想駿其及香港飛馬，現效力港乙球會駿其
- 李凱聰：香港足球運動員，現效力港乙球會灣仔

## 外部連結
- http://www.apstht.edu.hk/index.php （页面存档备份，存于）